# Beenwindsels

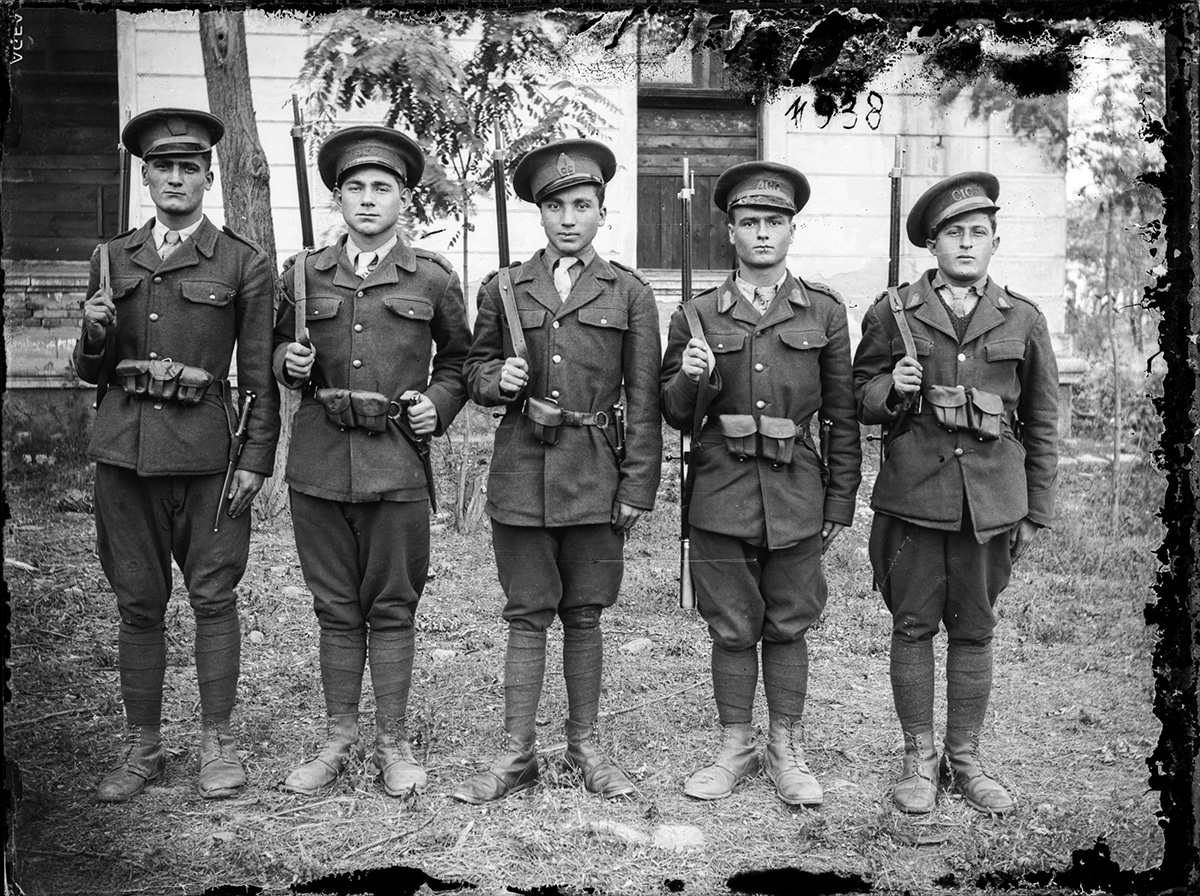
Roemeense soldaten met beenwindsels (1938)

Beenwindsels of puttees zijn lange repen stof, die rond de onderbenen worden gewikkeld om vuil en vocht in de schoenen tegen te gaan, alsook om het klapperen van (natte) kledij tegen te gaan. In het Duits worden ze (wickel)gamasche genoemd. Beenwindsels waren voor 1940 vrij algemeen voor infanteristen in Europese legers. De 'puttee' behoorde tot de standaarduitrusting van de niet-bereden militair. 
In het Nederlandse leger pasten beenwindsels bij het in 1912 ingevoerde veldgroene uniform (M1912). De eerste puttee was van een vervilte stof, ongeveer 10-12 cm breed en drie meter lang. Aan het eind was de puttee tot een driehoek gevouwen en voorzien van een reep keperband van ongeveer 1,5 cm breed en meer dan een meter lang.
Latere puttees waren van wollen stof en voorzien van een reep zwart geitenchroomleer.